# Daïra d'Aïn Babouche
La daïra d'Aïn Babouche est une daïra d'Algérie située dans la wilaya d'Oum El Bouaghi et dont le chef-lieu est la ville éponyme de Aïn Babouche.

## Localisation
La daïra est située au nord et au centre de la wilaya d'Oum El Bouaghi.
| Sigus              |                      | Ksar Sbahi |
| Sigus, Aïn Fakroun | daïra d'Aïn Babouche | Aïn Béïda  |
| Aïn Fakroun        | Oum El Bouaghi       |            |

## Communes
La daïra est composéé de deux communes : Aïn Babouche et Aïn Diss.